# Afrikanische Dreizahnblattnase

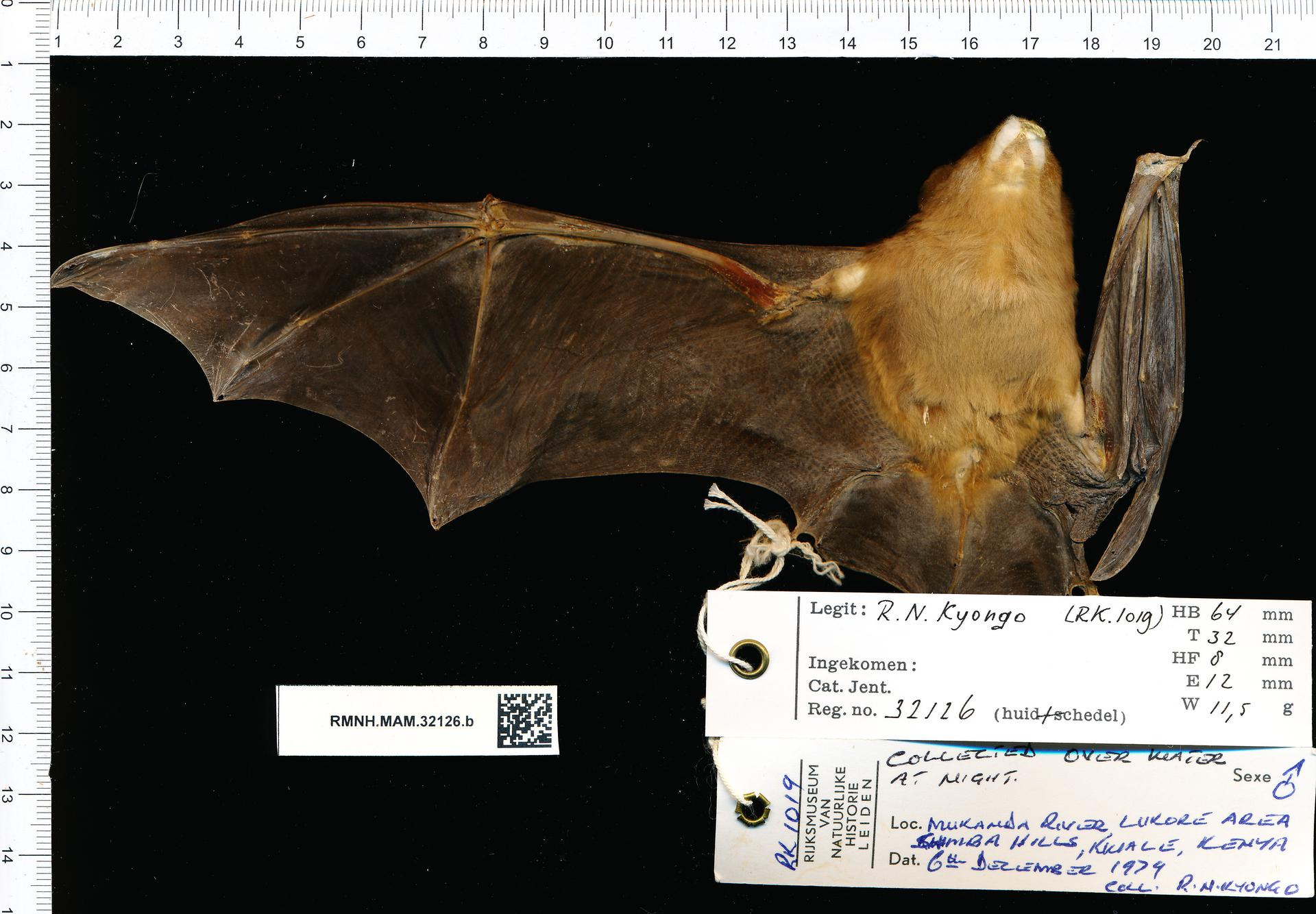
Museumspräparat

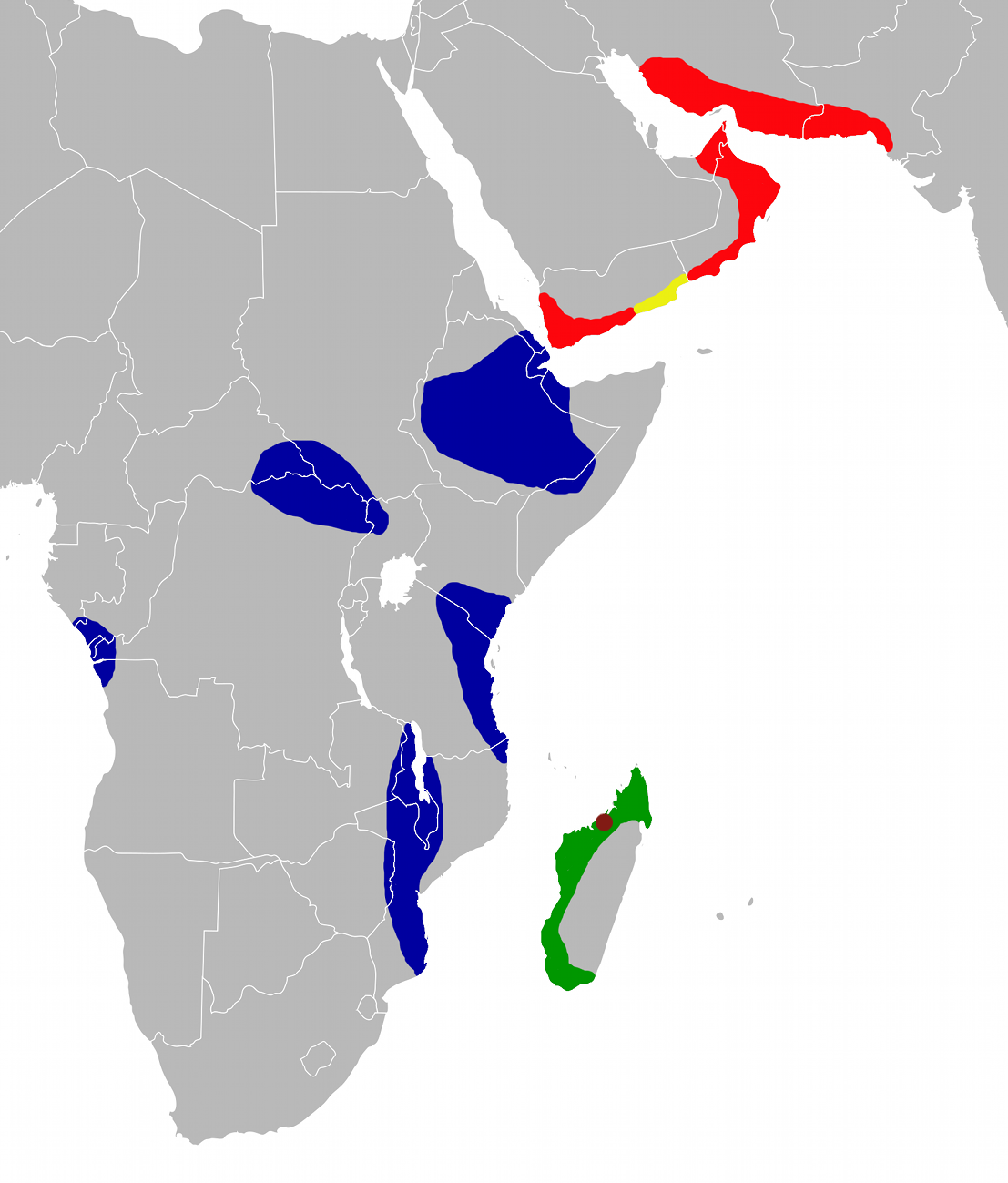
Verbreitungskarte der Gattung Dreizahnblattnasen, Populationen der Afrikanischen Dreizahnblattnase in Blau.

Die Afrikanische Dreizahnblattnase (Triaenops afer) ist eine Fledermaus in der Familie der Rundblattnasen (Hipposideridae), die in Afrika vorkommt.
Das Taxon wurde längere Zeit als Unterart oder Synonym der Persischen Dreizahnblattnase (Triaenops persicus) geführt. Seit 2009 ist es als Art anerkannt. Laut der Revision gründet sich der neue Status vorwiegend auf deutliche genetische Unterschiede zwischen afrikanischen und westasiatischen Populationen. Außerdem gibt es bei der Afrikanischen Dreizahnblattnase eine geringere Variation in der Größe der einzelnen Exemplare.

## Merkmale
Die Art erreicht eine Gesamtlänge von 82 bis 108 mm, inklusive eines 25 bis 38 mm langen Schwanzes. Sie hat 49 bis 60 mm lange Unterarme, eine Flügelspannweite von 305 bis 336 mm, 8 bis 12 mm lange Hinterfüße und 10 bis 16 mm lange Ohren. Damit sind die meisten Individuen größer als Dreizahnblattnasen von Madagaskar.
Wie andere Gattungsvertreter hat die Art ein Nasenblatt mit einer runden Grundform, die aus 13 Elementen gebildet wird. Darüber befinden sich drei speerartige Auswüchse, die zusammen einem Dreizack ähneln. Weiterhin ist der Kopf durch recht kleine trichterförmige Ohren gekennzeichnet, die deutlich voneinander entfernt sind. Die Augen sind winzig. Bezüglich der Fellfarbe ist die Afrikanische Dreizahnblattnase dimorph mit einer graubraunen und einer orangen Variante. Bei der graubraunen Variante wird das weiche und dichte Fell der Oberseite aus 6 bis 7 mm langen graubraunen Haaren mit braunen Spitzen gebildet. Die Unterseite ist hier heller graubraun bis beige. Das Fell der orangen Morphe ist auf dem ganzen Körper leuchtend rotbraun mit goldenem Glanz.
Die Art ist der einzige Gattungsvertreter auf dem afrikanischen Festland. Andererseits gibt es andere afrikanische Fledermäuse mit einer dreizackartigen Struktur am Nasenblatt. Bei den Dreizack-Blattnasen (Asellia) sind die Speerspitzen nicht schmal, sondern eher gleichförmig dreieckig. Percivals Kleinohr-Dreizackblattnase (Cloeotis percivali) ist mit einer Unterarmlänge von bis zu 36 mm deutlich kleiner.

## Verbreitung
Die Afrikanische Dreizahnblattnase kommt mit mehreren voneinander getrennten Populationen im Osten Afrikas vor. Sie kann von Dschibuti im Norden bis nach Mosambik und Simbabwe im Süden angetroffen werden. Eine weitere Population lebt am Atlantik von der Südspitze Gabuns bis zur Nordwestspitze Angolas. Die größten Bestände halten sich im Umfeld von küstennahen Wäldern und Galeriewäldern auf. Weiterhin dienen andere baumbestandene Flächen und Savannen als Habitat.

## Lebensweise
Diese Fledermaus ruht am Tage in Bäumen, in Büschen, in Höhlen oder in ruhigen Bereichen von Bergwerken. Am Schlafplatz bilden sich kleinere Gruppen oder große Kolonien mit mehreren hundert oder tausend Mitgliedern. Die Afrikanische Dreizahnblattnase beginnt die Jagd auf Insekten während der Dämmerung oder kurz danach und nutzt dabei die Echoortung. Bei einer Untersuchung aus den 1940er Jahren wurden vorwiegend Reste von Schmetterlingen im Magen registriert. Verschiedene eingefangene Weibchen waren mit einem Embryo trächtig.

## Status
Störungen in Höhlen oder Intensivierung des Bergbaus können sich gebietsweise negativ auf den Bestand auswirken. Andererseits ist die Art weit verbreitet und in geeigneten Lebensräumen zahlreich. Die IUCN listet die Afrikanische Dreizahnblattnase als nicht gefährdet (Least Concern).